# Особняк Кобыльской-Власьевой
Особня́к О. Н. Кобы́льской-Вла́сьевой — историческое здание в Пушкине. Построен в 1898 году. Выявленный объект культурного наследия. Расположен на Церковной улице, дом 30/22, на углу с Магазейной улицей.

## История
Участок № 241, который был застроен деревянными домами, в середине XIX века находился во владении жены кистера лютеранской церкви Ш. Ф. Мейер. Затем он перешёл к дочери статского советника О. Н. Кобыльской (позже, по мужу, Власьевой). При ней был построен на подвале прежнего деревянного дома нынешний особняк. Архитектор неизвестен. После Октябрьской революции дом был отдан под квартиры. В XXI веке надстроен мансардой. В середине 2010-х годов расселен и затянут строительной сеткой, однако по состоянию на 2020 год находится в заброшенном состоянии без следов ремонта.

## Архитектура
Дом кирпичный, оштукатуренный, в два этажа, квадратный в плане. Главный фасад (по Церковной улице) асимметричен, правый угол оформлен эркером. В стилистике дома присутствуют элементы северного модерна. Разнообразны формы и размеры оконных проёмов. Дверной проём оформлен стрельчатым порталом, над которым карниз завершается щипцом с овальным окном. Среди деталей декора дома — лепные пояски, обводящие окна в виде сандриков, лепной готический орнамент, лопатки, тяга между этажей. Над входом был стрельчатый металлический навес с коваными деталями (не сохранился). Не сохранилась и металлическая ограда участка со стороны Церковной улицы с узором в стиле модерна.